# Сен-Сен-сюр-Венжан
Сен-Сен-сюр-Венжа́н (фр. Saint-Seine-sur-Vingeanne) — коммуна во Франции, находится в регионе Бургундия. Департамент коммуны — Кот-д’Ор. Входит в состав кантона Фонтен-Франсез. Округ коммуны — Дижон.
Код INSEE коммуны — 21574.

## Население
Население коммуны на 2010 год составляло 402 человека.
| 1962 | 1968 | 1975 | 1982 | 1990 | 1999 | 2010 |
| ---- | ---- | ---- | ---- | ---- | ---- | ---- |
| 337  | 291  | 257  | 275  | 271  | 286  | 402  |

## Экономика
В 2010 году среди 231 человека трудоспособного возраста (15—64 лет) 173 были экономически активными, 58 — неактивными (показатель активности — 74,9 %, в 1999 году было 71,3 %). Из 173 активных жителей работали 160 человек (88 мужчин и 72 женщины), безработных было 13 (6 мужчин и 7 женщин). Среди 58 неактивных 17 человек были учениками или студентами, 29 — пенсионерами, 12 были неактивными по другим причинам.